# Американская трагедия (фильм, 1981)
«Американская трагедия» — четырёхсерийный художественный фильм, снятый Центральным телевидением СССР в 1981 году на Литовской киностудии, является экранизацией одноимённого романа Теодора Драйзера. Драма. Продолжительность: 353 минуты. Первая такая масштабная работа Литовской киностудии, которая утвердила студию как кузницу фильмов с иностранной тематикой в СССР.
«Экранизация избегает железобетонного антиамериканизма, столь распространённого в советском вещании 1980-х годов, всё сводится к универсальной драме неопытной молодёжи» (кинокритик Саулиус Макайтис).

## Сюжет
В фильме последовательность событий восстанавливается зрителем не сразу, поскольку сначала показывают арест главного героя, потом — этапы его жизни, приведшие к аресту, и только в конце — подготовку к суду, сам суд и развязку.
Если же действие излагать по хронологии событий, то оно начинается в городе Канзас-Сити. Клайд Грифитс — сын уличных проповедников, которые строго воспитывают детей в религиозной вере. Родители переезжали с места на место, и Клайд толком не учился. Однако с юных лет Клайд мечтает вырваться из мира, где царят лишь бедность и горечь унылого существования. Клайд устраивается коридорным в роскошный отель, где новые друзья приобщают его к алкоголю и посещению девиц лёгкого поведения. Клайд наблюдает жизнь богатых постояльцев, и его стремление к красивой и богатой жизни растёт.
Клайд увлекается молодой продавщицей Гортензией Бригс, однако расчётливая Гортензия водит его за нос и использует эти отношения в своих корыстных целях. Неожиданный поворот в жизни Клайда заставляет забыть его о спокойном существовании. Во время развлекательной поездки с друзьями водитель автомобиля, в котором был Клайд, насмерть сбивает ребёнка. Клайд, как и остальные, вынужден бежать из Канзас-Сити и скрываться от полиции.
В Чикаго он случайно встречается с дядей, Сэмюэлом Грифитсом — богатым владельцем фабрики, который давно не поддерживает связь с семьёй Клайда. Дядя предлагает племяннику  работу на своей фабрике, и Клайд переезжает в город Ликург в штате Нью-Йорк, где живёт его дядя. Вскоре на фабрике Клайд как родственник владельца становится начальником в штамповочной. Там Клайд знакомится с Робертой Олден — новой работницей предприятия. Между ними завязываются любовные отношения. Несмотря на то, что Роберта, воспитанная в строгих правилах, сначала отказывается вступить в связь с Клайдом, он упорствует, и девушка, боясь лишиться внимания и расположения молодого человека, быстро уступает и становится его любовницей.
Случай и родство с Сэмюэлом Грифитсом сводят Клайда с 17-летней Сондрой Финчли — дочерью другого местного фабриканта, занимающего видное положение в обществе. Сондра вводит его в круг местной «золотой молодёжи». Её увлечение перерастает во влюблённость, и Сондра подумывает о свадьбе, невзирая на разницу в социальном статусе и на то, что она еще не достигла совершеннолетия.
Неожиданно Роберта Олден сообщает о своей беременности. Клайд пытается уговорить её сделать подпольный аборт. Однако врач, к которому она обращается, отказывает. Роберта добивается у нерешительного Клайда обещания жениться на ней, угрожая в противном случае предать дело огласке. Между тем Клайд хорошо принят в высшем обществе Ликурга, и Сондра укрепляется в решении связать себя узами брака с молодым человеком.
Из газеты Клайд узнаёт о том, что на одном из озёр произошла трагедия: лодка, на которой катались мужчина и молодая девушка, опрокинулась; тело девушки найдено, а тело её спутника найти не удалось. Клайду приходит мысль, что подобным образом он сможет избавиться от Роберты. Молодой человек старается отогнать преследующую его мысль совершить преступление, однако в конце концов приходит к мысли, что убийство беременной девушки — единственный способ преодолеть препятствие, которое стоит на его пути к богатству, роскоши и счастливому браку с Сондрой. Клайд тщательно продумывает весь план совершения преступления, после чего приглашает Роберту покататься на лодке. Каким образом всё было исполнено, в фильме, в отличие от книги, не показано, но девушка тонет и Клайд покидает озеро, маскируя смерть под несчастный случай.
После убийства Роберты Клайд отправляется на озеро, где отдыхает Сондра в компании молодых людей из высшего общества. В это время полиция обнаруживает переписку Роберты и Клайда и выходит на его след. Убийцу арестовывают на глазах у его новых друзей. Сэмюэл Грифитс решает помочь племяннику и нанимает ему опытных адвокатов, однако оправдать Клайда не удаётся. Суд присяжных приговаривает Клайда к смертной казни.
Его казнят на электрическом стуле.

## Творческая группа
- Сценарий — Пранас Моркус
- Режиссёр-постановщик — Марионас Гедрис
- Композитор — Лаймис Вилькончюс
- Оператор-постановщик — Альгимантас Моцкус
- Монтаж  — Ариадна Груодене
- Художник-постановщик — Альгимантас Шюгжда
- Звукооператор — Петрас Липейка
- Художник по костюмам — Линас Крищюнас

## В ролях
- Гедиминас Сторпирштис — Клайд Грифитс
- Анна Алексахина — Сондра Финчли
- Аида Зара — Роберта Олден
- Регимантас Адомайтис — Орвил Мейсон, прокурор
- Альгирдас Шемешкявичюс — Фред Хит, следователь
- Римантас Сипарис — Сэмюэль Грифитс, дядя Клайдa
- Рута Сталилюнайте — Элизабет Грифитс, его жена
- Арунас Сторпирштис — Гилберт Грифитс, их сын
- Генрикас Кураускас — Эйси Грифитс, отец Клайда
- Эугения Плешките — его жена
- Эдгар Лиепиньш — Тайтус Олден, отец Роберты
- Антра Лиедскалныня — его жена
- Альгимантас Масюлис — адвокат Джефферсон
- Алекс Бурницк — Смилли
- Эдита Сагатаакайте — Джилл
- Ремигниюс Сабулис — граф
- Тимофей Спивак — адвокат Белнеп
- Волдемар Хлебинск — Паркер
- Витаутас Сапранаускас — Тобис
- Андрюс Шяша — администратор
- Адольф Вичерский — начальник курьеров
- Нийоле Ожелите — Бертина
- Йонас Биржис — бармен
- Альгимантас Моцкус — лорд
- Кристина Андреяускайте — мисс Сандерс, секретарь Орвила Мейсона
- Альгимантас Мажуолис — помощник шерифа
- Альгимантас Бружас — мистер Финчли, отец Сондры
- Лилия Мулевичюйте — мисс Финчли
- Владас Багдонас — репортёр
- Антанас Габренас — судья

А также: Edmundas Mikulskis, Rimvydas Muzikevičius, V. Rusteikaitė, Arūnas Smailys, Henrikas Mikalauskas, Rimantas Bagdzevičius, Э. Бернотенайте, Броне Брашките, Р. Дауноравичюте, Романас Милашюс, Видас Петкявичюс, Владас Радвилавичюс, Ирена Житкуте, Арвидас Багдонас, Галина Дауговиетете, Аполония Палудтюши , Линас Паугис, Антанас Пикелис, В. Радужис, Вилия Раманаускайте, Й. Рачкиене, Антанас Сейкалис, Э. Таракявичюте, Гинтарас Микалаускас, Арвидас Дапшис, Д. Ванцявичюте, Альгирдас Заланскас, Альгирдас Врубляускас, Альгирдас Пинтукас, Владас Федотас-Сипавичюс, Сипита, Сипита, Сипита Gerardas Žalėnas, Egidijus Paulauskas, Vytautas Petruškevičius, Rasa Kirkilionytė, Povilas Saudargas, Algimantas Mockus, Саулиус Баланд, Альгимантас Кунделис, Римантас Гучас, Сакалас Уждавинис.

## Награды
- 1981 — Диплом «За творческие поиски» на IX Всесоюзном фестивале телевизионных фильмов в Ереване.